# Lucia Witbooi
Lucia Witbooi (* 21. März 1961 in Gabes, Südwestafrika) ist eine namibische Politikerin der SWAPO und seit dem 22. März 2025 Vizestaatspräsidentin im Kabinett Nandi-Ndaitwah.
Witbooi sitzt seit 2010 in der Nationalversammlung. Sie ist studierte Lehrerin und arbeitete vor ihrem Einzug ins Parlament als solche in Gibeon. Ihre schulische Ausbildung machte Witbooi in Keetmanshoop. Vor ihrer Berufung zur Vizepräsidentin Namibias, war Witbooi seit 2023 Vizeministerin im Ministerium für Umwelt und Tourismus. Von 2015 bis 2020 war sie Vizeministerin im Ministerium für Gleichberechtigung und Kinderwohlfahrt.